# جيمس ستانسفيلد
جيمس ستانسفيلد (بالإنجليزية: James Stansfield)‏ (18 سبتمبر 1978 في المملكة المتحدة - ) هو لاعب كرة قدم بريطاني في مركز الدفاع. لعب مع هدرسفيلد تاون ونادي هاليفاكس تاون وفريكلي أثلتيك ‏ وHarrogate Railway Athletic F.C. ‏ وMossley A.F.C. ‏ وOssett Albion A.F.C. ‏ وأوست تاون ‏ وWakefield F.C. ‏ ونادي جيزيلي ‏ وLiversedge F.C. ‏ ونادي برادفورد بارك أفنيو.

## وصلات خارجية
- جيمس ستانسفيلد على موقع Soccerbase.com (لاعب) (الإنجليزية)